# Pittsburg, Texas
Pittsburg är en stad i Texas med en yta av 8,6 km² och en folkmängd som uppgår till 4 347 invånare (2000). Pittsburg är administrativ huvudort i Camp County.

## Kända personer från Pittsburg
- Louie Gohmert, politiker, kongressledamot 2005-2023